# Noah Vonleh
Noah Vonleh, né le 24 août 1995 à Salem dans le Massachusetts, est un joueur américain de basket-ball. Il mesure 2,06 m, et évolue aux postes d'ailier fort et pivot.

## Biographie

### Carrière universitaire
En 2013, il rejoint les Hoosiers de l'Indiana en NCAA et remplace Cody Zeller, drafté en 4e position par les Bobcats de Charlotte. Il termine la saison avec 10 double-doubles
Le 24 mars, il se présente à la draft 2014 de la NBA. Le 22 juin, il est dans les plans du Magic d'Orlando qui disposent du 4e et 12e choix de la draft.

### Carrière professionnelle

#### Hornets de Charlotte (2014-2015)
Le 26 juin 2014, il est sélectionné à la 9e position de la draft 2014 de la NBA par les Hornets de Charlotte.

#### Trail Blazers de Portland (2015-2018)
Le 25 juin 2015, il est transféré avec Gerald Henderson Jr. aux Trail Blazers de Portland contre Nicolas Batum.

#### Bulls de Chicago (2018)
Le 8 février 2018, il est transféré aux Bulls de Chicago en échange des droits de draft de Milovan Raković.
Le 1er juillet 2018, en fin de contrat, il devient agent libre.

#### Knicks de New York (2018-2019)
Le 24 juillet 2018, il signe un contrat avec les Knicks de New York.

#### Timberwolves du Minnesota (2019-2020)
Le 2 juillet 2019, il signe pour une saison avec les Timberwolves du Minnesota.

#### Nuggets de Denver (fév. - nov. 2020)
Le 5 février 2020, il est envoyé aux Nuggets de Denver.

#### Retour aux Bulls de Chicago (nov-déc. 2020)
Le 26 novembre, il signe avec les Bulls de Chicago pour une saison. Il est licencié le 14 décembre.

#### Nets de Brooklyn (2021)
Le 8 février 2021, il s'engage avec les Nets de Brooklyn. Le 24 février 2021, il est coupé.

#### Shanghai Sharks (2021-2022)
Le 18 septembre 2021, il signe en Chine avec les Shanghai Sharks.

#### Celtics de Boston (2022-janvier 2023)
Invité pour le camp d'entraînement 2022 des Celtics de Boston, il convainc Boston de le signer pour la saison régulière. Il est transféré aux Spurs de San Antonio le 5 janvier 2023 puis coupé dans la foulée.

## Style de jeu
C'est un excellent rebondeur, qui a un tir extérieur très correct, mais qui doit s’améliorer techniquement et progresser en défense.

## Palmarès
- All-Big Ten Third Team (2014)
- All-Big Ten Freshman of the Year (2014)
- Big Ten All-Freshman Team (2014)
- McDonald’s All-American (2013)

## Statistiques

### Universitaires
Les statistiques en matchs universitaires de Noah Vonleh sont les suivantes :
| Saison    | Équipe  | Matchs | Titul. | Min./m | % Tir | % 3pts | % LF | Rbds/m. | Pass/m. | Int/m. | Ctr/m. | Pts/m. |
| --------- | ------- | ------ | ------ | ------ | ----- | ------ | ---- | ------- | ------- | ------ | ------ | ------ |
| 2013-2014 | Indiana | 30     | 29     | 26,5   | 52,3  | 48,5   | 71,6 | 8,97    | 0,60    | 0,87   | 1,37   | 11,27  |
| Total     | Total   | 30     | 29     | 26,5   | 52,3  | 48,5   | 71,6 | 8,97    | 0,60    | 0,87   | 1,37   | 11,27  |

### Professionnelles
gras = ses meilleures performances

#### Saison régulière
| Saison    | Équipe    | Matchs | Titul. | Min./m | % Tir | % 3pts | % LF | Rbds/m. | Pass/m. | Int/m. | Ctr/m. | Pts/m. |
| --------- | --------- | ------ | ------ | ------ | ----- | ------ | ---- | ------- | ------- | ------ | ------ | ------ |
| 2014-2015 | Charlotte | 25     | 0      | 10,3   | 39,5  | 38,5   | 69,2 | 3,44    | 0,16    | 0,16   | 0,36   | 3,32   |
| 2015-2016 | Portland  | 78     | 56     | 15,0   | 42,1  | 23,9   | 74,5 | 3,91    | 0,38    | 0,35   | 0,33   | 3,63   |
| 2016-2017 | Portland  | 74     | 41     | 17,1   | 48,1  | 35,0   | 63,8 | 5,23    | 0,42    | 0,41   | 0,36   | 4,42   |
| 2017-2018 | Portland  | 33     | 12     | 14,4   | 49,0  | 33,3   | 74,2 | 5,06    | 0,39    | 0,18   | 0,33   | 3,61   |
| 2017-2018 | Chicago   | 21     | 4      | 19,0   | 41,3  | 30,0   | 48,1 | 6,86    | 1,00    | 0,62   | 0,29   | 6,90   |
| 2018-2019 | New York  | 68     | 57     | 25,3   | 47,0  | 33,6   | 71,2 | 7,76    | 1,90    | 0,68   | 0,75   | 8,40   |
| 2019-2020 | Minnesota | 29     | 1      | 12,0   | 54,7  | 14,3   | 82,1 | 4,00    | 0,90    | 0,38   | 0,21   | 4,10   |
| 2019-2020 | Denver    | 7      | 0      | 4,3    | 83,3  | 100,0  | 50,0 | 1,14    | 0,29    | 0,00   | 0,00   | 1,86   |
| 2020-2021 | Brooklyn  | 4      | 0      | 2,8    | 0,0   | 0,0    | –    | 0,30    | 0,30    | 0,00   | 0,00   | 0,00   |
| Total     |           | 339    | 171    | 16,8   | 45,9  | 30,8   | 69,1 | 5,10    | 0,80    | 0,40   | 0,40   | 4,90   |

Mise à jour le 18 octobre 2022

#### Playoffs
| Saison | Équipe   | Matchs | Titul. | Min./m | % Tir | % 3pts | % LF | Rbds/m. | Pass/m. | Int/m. | Ctr/m. | Pts/m. |
| ------ | -------- | ------ | ------ | ------ | ----- | ------ | ---- | ------- | ------- | ------ | ------ | ------ |
| 2016   | Portland | 6      | 0      | 2,0    | 0,0   | 0,0    | 0,0  | 0,67    | 0,33    | 0,33   | 0,00   | 0,00   |
| 2017   | Portland | 4      | 2      | 25,1   | 44,4  | 0,0    | 40,0 | 7,25    | 2,00    | 0,25   | 1,00   | 4,50   |
| 2020   | Denver   | 1      | 0      | 3,1    | 0,0   | 0,0    | 0,0  | 0,00    | 0,00    | 0,00   | 0,00   | 0,00   |
| Total  |          | 11     | 2      | 10,5   | 36,4  | 0,0    | 40,0 | 3,00    | 0,91    | 0,27   | 0,36   | 1,64   |

## Records sur une rencontre en NBA
Les records personnels de Noah Vonleh, officiellement recensés par la NBA sont les suivants :
| Type de statistiques       | Saison régulière | Saison régulière                | Saison régulière | Playoffs | Playoffs                   | Playoffs      |
| Type de statistiques       | Record           | Adversaire                      | Date             | Record   | Adversaire                 | Date          |
| -------------------------- | ---------------- | ------------------------------- | ---------------- | -------- | -------------------------- | ------------- |
| Points                     | 22               | @ Nets de Brooklyn              | 25 janvier 2019  | 10       | Warriors de Golden State   | 22 avril 2017 |
| Paniers marqués            | 9                | @ Nets de Brooklyn              | 25 janvier 2019  | 5        | Warriors de Golden State   | 22 avril 2017 |
| Paniers tentés             | 18               | @ Nets de Brooklyn              | 25 janvier 2019  | 8        | Warriors de Golden State   | 22 avril 2017 |
| Paniers à 3 points réussis | 4                | 2 fois                          | 2 fois           | -        | -                          | -             |
| Paniers à 3 points tentés  | 11               | @ Nets de Brooklyn              | 25 janvier 2019  | -        | -                          | -             |
| Lancers francs réussis     | 5                | 5 fois                          | 5 fois           | 1        | 2 fois                     | 2 fois        |
| Lancers francs tentés      | 8                | Trail Blazers de Portland       | 20 novembre 2018 | 3        | @ Warriors de Golden State | 19 avril 2017 |
| Rebonds offensifs          | 9                | Pelicans de La Nouvelle-Orléans | 12 avril 2017    | 4        | Warriors de Golden State   | 22 avril 2017 |
| Rebonds défensifs          | 13               | 2 fois                          | 2 fois           | 12       | Warriors de Golden State   | 24 avril 2017 |
| Rebonds totaux             | 19               | Pelicans de La Nouvelle-Orléans | 12 avril 2017    | 14       | Warriors de Golden State   | 24 avril 2017 |
| Passes décisives           | 9                | Hornets de Charlotte            | 9 décembre 2018  | 4        | @ Warriors de Golden State | 16 avril 2017 |
| Interceptions              | 4                | 2 fois                          | 2 fois           | 1        | 3 fois                     | 3 fois        |
| Contres                    | 3                | 7 fois                          | 7 fois           | 2        | @ Warriors de Golden State | 19 avril 2017 |
| Balles perdues             | 5                | Pacers de l'Indiana             | 31 octobre 2018  | 3        | Warriors de Golden State   | 22 avril 2017 |
| Minutes jouées             | 42               | @ Hornets de Charlotte          | 14 décembre 2018 | 33       | Warriors de Golden State   | 24 avril 2017 |

- Double-double : 26
- Triple-double : 0

Dernière mise à jour : 14 septembre 2020